# Álvaro Martín
Álvaro Martín Uriol (Llerena, 18 giugno 1994) è un marciatore spagnolo vincitore del bronzo olimpico nella marcia 20 km a Parigi 2024.
In carriera è stato campione nella 20 km agli europei di Berlino 2018 e Monaco di Baviera 2022, nonché vincitore della medaglia d'argento nella marcia 10 000 m agli europei under 23 di Tallinn 2015 e di quella di bronzo agli europei juniores di Rieti 2013.

## Biografia
Nativo di Llerena, si appassiona alle corse su lunga distanza sin da bambino.
Ottiene la sua prima medaglia, di bronzo, agli europei juniores di Rieti 2013, arrivando terzo nei 10000 metri (41'13"95) dietro al russo Pavel Parshin (41'01"55) e all'italiano Vito Minei (41'08"76).
A partire dalla stagione 2012 lo spagnolo inizia a dedicarsi anche alla 20 km: la sua prima gara di rilievo è in occasione dei Giochi olimpici di Londra 2012, dove però è costretto a ritirarsi a gara in corso.
L'11 agosto 2018 si laurea campione nella 20 km agli europei di Berlino 2018 tagliando il traguardo in 1h20'42", davanti al connazionale Diego García (1h20'48") e al russo Vasilij Mizinov (1h20'50").
Nel 2023 conquista due medaglie d'oro ai campionati mondiali di Budapest, aggiudicandosi sia la 20 km sia la 35 km, facendo segnare nella seconda occasione anche il nuovo record nazionale spagnolo. Ai Giochi olimpici estivi di Parigi 2024 ha vinto il bronzo nella marcia 20 km e l'oro nella staffetta mista.

## Progressione

### Marcia 5000 m
| Stagione | Tempo    | Luogo     | Data      | Rank. Mond. |
| -------- | -------- | --------- | --------- | ----------- |
| 2018     | 19'18"32 | Plasencia | 27-6-2018 |             |
| 2017     | 18'54"23 | Plasencia | 28-6-2017 |             |
| 2016     | 19'04"93 | Cáceres   | 29-6-2016 |             |
| 2015     | 18'39"65 | Gijón     | 25-7-2015 |             |
| 2014     | 19'15"08 | Cáceres   | 2-7-2014  |             |
| 2013     | 19'25"86 | Avilés    | 15-6-2013 |             |
| 2012     | 20'21"02 | Guadix    | 8-12-2012 |             |
| 2011     | 20'39"16 | Avilés    | 25-6-2011 |             |
| 2011     | 21'25"96 | Santander | 26-6-2010 |             |

### Marcia 10000 m
| Stagione | Tempo    | Luogo                 | Data      | Rank. Mond. |
| -------- | -------- | --------------------- | --------- | ----------- |
| 2018     | 39'31"72 | Getafe                | 22-7-2018 |             |
| 2017     | 39'47"17 | Barcellona            | 23-7-2017 |             |
| 2016     | 39'23"51 | Gijón                 | 24-7-2016 |             |
| 2015     | 40'13"60 | Castellón de la Plana | 2-8-2015  |             |
| 2014     | 40'05"99 | Durango               | 6-7-2014  |             |
| 2013     | 39'52"20 | Alcobendas            | 28-7-2013 |             |
| 2012     | 40'35"52 | Barcellona            | 13-7-2012 |             |
| 2011     | 42'27"28 | Lilla                 | 9-7-2011  |             |
| 2011     | 44'49"09 | Mosca                 | 21-5-2010 |             |

### Marcia 10 km
| Stagione | Tempo  | Luogo                 | Data       | Rank. Mond. |
| -------- | ------ | --------------------- | ---------- | ----------- |
| 2017     | 41'19" | Getafe                | 17-12-2017 |             |
| 2013     | 41'52" | Murcia                | 3-7-2013   |             |
| 2012     | 42'05" | Pontevedra            | 4-3-2012   |             |
| 2011     | 42'17" | Olhão                 | 21-5-2011  |             |
| 2010     | 45'00" | Santa Eulària des Riu | 7-3-2010   |             |

### Marcia 20 km
| Stagione | Tempo    | Luogo     | Data      | Rank. Mond. |
| -------- | -------- | --------- | --------- | ----------- |
| 2018     | 1h20'42" | Berlino   | 11-8-2018 |             |
| 2017     | 1h19'41" | Londra    | 13-8-2017 |             |
| 2016     | 1h19'36" | Roma      | 7-5-2016  |             |
| 2015     | 1h20'19" | Rentería  | 22-3-2015 |             |
| 2014     | 1h20'39" | Taicang   | 4-5-2014  |             |
| 2013     | 1h22'25" | La Coruña | 1-6-2013  |             |
| 2011     | 1h22'12" | Lugano    | 18-3-2012 |             |

## Palmarès
| Anno | Manifestazione            | Sede           | Evento          | Risultato | Prestazione | Note                                                                    |
| ---- | ------------------------- | -------------- | --------------- | --------- | ----------- | ----------------------------------------------------------------------- |
| 2010 | Giochi olimpici giovanili | Singapore      | Marcia 10 000 m | 9º        | 47'04"10    |                                                                         |
| 2011 | Mondiali allievi          | Lilla          | Marcia 10 000 m | 8º        | 42'27"28    |                                                                         |
| 2012 | Mondiali juniores         | Barcellona     | Marcia 10 000 m | 4º        | 40'35"52    |                                                                         |
| 2012 | Giochi olimpici           | Londra         | Marcia 20 km    | dnf       | dnf         |                                                                         |
| 2013 | Europei juniores          | Rieti          | Marcia 10 000 m | Bronzo    | 41'13"95    | Miglior prestazione personale stagionale                                |
| 2013 | Mondiali                  | Mosca          | Marcia 20 km    | 23º       | 1h25'12"    |                                                                         |
| 2014 | Europei                   | Zurigo         | Marcia 20 km    | 5º        | 1h21'41"    |                                                                         |
| 2015 | Europei under 23          | Tallinn        | Marcia 20 km    | Argento   | 1h24"51     |                                                                         |
| 2015 | Mondiali                  | Pechino        | Marcia 20 km    | 16º       | 1h22"04     |                                                                         |
| 2016 | Giochi olimpici           | Rio de Janeiro | Marcia 20 km    | 22º       | 1h22"11     |                                                                         |
| 2017 | Mondiali                  | Londra         | Marcia 20 km    | 8º        | 1h19"41     | Miglior prestazione personale stagionale                                |
| 2018 | Europei                   | Berlino        | Marcia 20 km    | Oro       | 1h20'42"    | Miglior prestazione personale stagionale                                |
| 2019 | Mondiali                  | Doha           | Marcia 20 km    | 22º       | 1h33'20"    |                                                                         |
| 2021 | Giochi olimpici           | Tokyo          | Marcia 20 km    | 4º        | 1h21'46"    |                                                                         |
| 2022 | Mondiali                  | Eugene         | Marcia 20 km    | 7º        | 1h20'19"    |                                                                         |
| 2022 | Europei                   | Monaco         | Marcia 20 km    | Oro       | 1h19'11"    | Miglior prestazione personale                                           |
| 2023 | Mondiali                  | Budapest       | Marcia 20 km    | Oro       | 1h17'32"    | Miglior prestazione personale · Miglior prestazione mondiale stagionale |
| 2023 | Mondiali                  | Budapest       | Marcia 35 km    | Oro       | 2h24'30"    | Record nazionale                                                        |
| 2024 | Giochi olimpici           | Parigi         | Marcia 20 km    | Bronzo    | 1h19'11"    |                                                                         |
| 2024 | Giochi olimpici           | Parigi         | Staffetta mista | Oro       | 2h50'31"    | Record olimpico                                                         |